# Рене дьо Тесе
Рене дьо Фруле дьо Тесе (на френски: René de Froulay de Tessé) (14 май 1648 – 30 март 1725) е френски военен деец и дипломат, достигнал най-високия чин маршал. Живее в епохата на Луи ХІV и на регентството (1715 – 1723 г.).

## Произход и ранни години
Роден е в родовото имение на графовете на Тесе близо до град Льо Ман. Син е на военен деец, такъв е и по-малкият му брат. Дядо му по майчина линия Жан дьо Боманоар е бил протестант и близък на крал Анри IV. Още преди раждането на Рене и той, като мнозина други, сменя религията си. През 1674 г. Рене дьо Тесе се жени за Мари-Франсоаз д'Оне, от която има седем деца (четири доживели зряла възраст).

## Деветгодишната война
Както повечето аристократи от времето на Луи ХІV, Тесе става част от неговия двор във Версай и командир на военна част. През Холандската война (1672 – 1678) служи под командата на Франсоа дьо Креки, без да получи самостоятелно командване. Звездата му изгрява след отмяната на Нантския едикт през 1685 г. В започналите преследвения срещу хугенотите (френските протестанти), наречени драгонади, той взема дейно участие. Командва репресиите в Лангедок и Дофине и завладява Оранж – малка област в южна Франция, която принадлежи на холандските щатхаутери.
Името на Тесе се свързва с още една мрачна страница от царуването на Луи ХІV. През 1688 – 1689 г., в началото на Деветгодишната война, той командва армиите, които разоряват малката държавица Пфалц. След това служи в северна Италия под командата на Никола дьо Катина, който дава тласък на неговия възход. Там за първи път се изявява като дипломат, когато договаря мир със савойския херцог Виторио-Амедео II (договора от Торино, 1696 г.). Той съответно е и първият човек, на когото хрумва да ожени дъщерята на херцога Мари Аделаид за внука на Краля-слънце Луи дьо Бургон.

## Войната за испанското наследство
Основна статия: Война за испанското наследство
В тази война той отново е в Италия и става комендант на крепостта Мантуа. Французите търпят поражения от австрийския генерал Евгений Савойски и Тесе няколко пъти е раняван в тежките боеве. Именно там, през 1703 г., е издигнат в чин маршал. От 1704 г. временно командва френско-испанските сили на Пиренейския полуостров. Организира първата обсада на Гибралтар, след като британският флот го превзема през август същата година. Тя не е успешна, не е успешна и другата обсада, която ръководи – на Барселона през 1706 г. Маршалът взема реванш на следващата година, защитавайки важното пристанище Тулон от силите на Евгений Савойски. Това е последната му военна акция.
Оттук нататък той заема различни дипломатически постове. Бил е посланик в Рим. Луи ХІV го използва, за да влияе на внука си, испанския крал Фелипе V. След смъртта на Краля-слънце Тесе продължава да е близък с Фелипе и следователно противник на регента Филип II Орлеански. Умира в селото Гросбоа в провинция Франш-Конте.